# Monterosso Almo
Monterosso Almo é uma comuna italiana da região da Sicília, província de Ragusa, com cerca de 3.333 habitantes. Estende-se por uma área de 56,3 km², tendo uma densidade populacional de 60 hab/km². Faz fronteira com Chiaramonte Gulfi, Giarratana, Licodia Eubea (CT), Ragusa.
Pertence à rede das Aldeias mais bonitas de Itália.

## Demografia
| Variação demográfica do município entre 1861 e 2011                               |
|                                                                                   |
| Fonte: Istituto Nazionale di Statistica (ISTAT) - Elaboração gráfica da Wikipedia |